# Othon de Champvent
Othon de Champvent, mort le 19 avril 1312, est évêque de Lausanne du début du XIVe siècle, issue de la famille de Champvent, une branche de la famille de Grandson.

## Biographie

### Origines
Othon de Champvent est attesté à partir de 1259. Il est le fils d'Henri, seigneur de Champvent,. Les Champvent sont une branche issue des Grandson, implantés au sud du lac de Neuchâtel,.
Il a pour frères , : Guillaume († 1301), évêque de Lausanne (1273-1301) ; Pierre († v. 1301/02), sire de Champvent, chevalier (1259), sénéchal, chambellan (1292) à la cour d'Angleterre, et Girard († av. 1285), chanoine de Lausanne.
Son cousin, le seigneur Othon Ier de Grandson, joue un rôle dans sa carrière, notamment en Angleterre à la cour d'Henri III, où il semble se trouver à partir de 1259.

### Carrière
Il semble avoir obtenu plusieurs prébendes, tant en Angleterre qu'en France. Il attesté comme chanoine de Lausanne en 1282. 
Le pape Clément V le choisit, alors qu'il a un âge déjà avancé, pour monter sur le trône épiscopale de Lausanne, en 1309.
Durant la seconde année de son épiscopat, l'empereur Henri VII se rend à Lausanne, avant de se rendre en Italie. Il renouvelle la trêve entre son Église et Louis II de Savoie,baron de Vaud, en 1311.
Othon de Champvent meurt le 19 avril 1312.